# Thricops ponti
Thricops ponti är en tvåvingeart som beskrevs av Savage 2003. Thricops ponti ingår i släktet Thricops och familjen husflugor.
Artens utbredningsområde är Sverige. Inga underarter finns listade i Catalogue of Life.